# عدنان الحلاق
عدنان الحلاق (1 يناير 1980) منشد سوري من مواليد مدينة حلب اشتهر بالإنشاد الديني وكان أحد المشاركين في مسابقة منشد الشارقة في موسمه الأول وحصد جوائز على أدائه المتميز.

## عن حياته
ودلد في مدينة دمشق في 1 يناير 1980 ولقد حفظ القران الكريم وهو بعمر عمر 14 سنه عام 1994 في جامع منجك لدى الشيخ أحمد العسه ولقد كان مؤذنا بعد والده المؤذن عدنان محي الدين الحلاق كما تعلم الإنشاد عن والده محي الدين الحلاق وعن اخوه سعيد الحلاق وعن المنشد الكبير رضوان عريجه ولقد تخرج من كلية الشريعة بجامعة دمشق واسس فرقة الوهاب عام 2000 وشارك ببرنامج منشد الشارقه عام 2006 بالإضافة لمشاركته في حفلي ماجستر ولندن في بريطانيا عام 2008 وفي عام 2014 شارك بحفل في المغرب كما شارك بحفل بباريس بالمركز الثقافي 2012.

## أعماله
- شارك في مسلسل باب الحارة بجميع أجزاءه.
- شارك في مسلسل الروح
- شارك في الفدائي (مسلسل)